# Lobelia eryliae
Lobelia eryliae är en klockväxtart som beskrevs av Cecil Ernest Claude Fischer. Lobelia eryliae ingår i släktet lobelior, och familjen klockväxter.
Artens utbredningsområde är Sulawesi. Inga underarter finns listade i Catalogue of Life.